# Amyzon
Amyzon (łac. Diœcesis Amyzonensis) – stolica historycznej diecezji w Cesarstwie Rzymskim (prowincja Karia), współcześnie w Turcji. Wzmiankowana w dokumentach z V–XIII wieku. Od XVIII wieku katolickie biskupstwo tytularne, od 1980 nie posiada biskupa.

## Biskupi tytularni
| Lp. | Biskup                                        | Od                | Do                   |
| --- | --------------------------------------------- | ----------------- | -------------------- |
| 1   | Jean Baptiste Gillis                          | 3 sierpnia 1729   | 1 grudnia 1736       |
| 2   | Charles Alexandre d’Arberg et de Valengin     | 31 sierpnia 1767  | 19 grudnia 1785      |
| 3   | Godefroid Philippe Joseph de La Porte OFMCap. | 29 listopada 1790 | 9 sierpnia 1796      |
| 4   | Miguel Joaquín Matías Suárez                  | 20 grudnia 1802   | 2 maja 1831          |
|     | Charles William Russell                       | 20 sierpnia 1842  | -                    |
| 5   | Franz Großmann                                | 17 czerwca 1744   | 5 maja 1852          |
| 6   | Ireneus Frederic Baraga                       | 29 lipca 1853     | 9 stycznia 1857      |
| 7   | Józef Twarowski                               | 3 sierpnia 1857   | 19 stycznia 1868     |
| 8   | Ildefonso Giovanni Battista Borgna OCD        | 24 maja 1871      | 14 grudnia 1886      |
| 9   | Heinrich Feiten                               | 20 września 1887  | 17 września 1892     |
| 10  | Ignacio Ibáñez OP                             | 4 maja 1893       | 14 października 1893 |
| 11  | Pio Gaetano Secondo Stella                    | 22 grudnia 1893   | 21 września 1927     |
| 12  | Gabriele Perlo IMC                            | 22 grudnia 1927   | 26 września 1948     |
|     | Charles Dauvin SJ                             | 9 grudnia 1948    | 28 grudnia 1948      |
| 13  | Baltasar Álvarez Restrepo                     | 7 maja 1949       | 18 grudnia 1952      |
| 14  | Luigi Cicuttini                               | 6 kwietnia 1953   | 30 listopada 1956    |
| 15  | Antonin Fishta OFM                            | 17 grudnia 1956   | 12 stycznia 1980     |